# Blecktorn

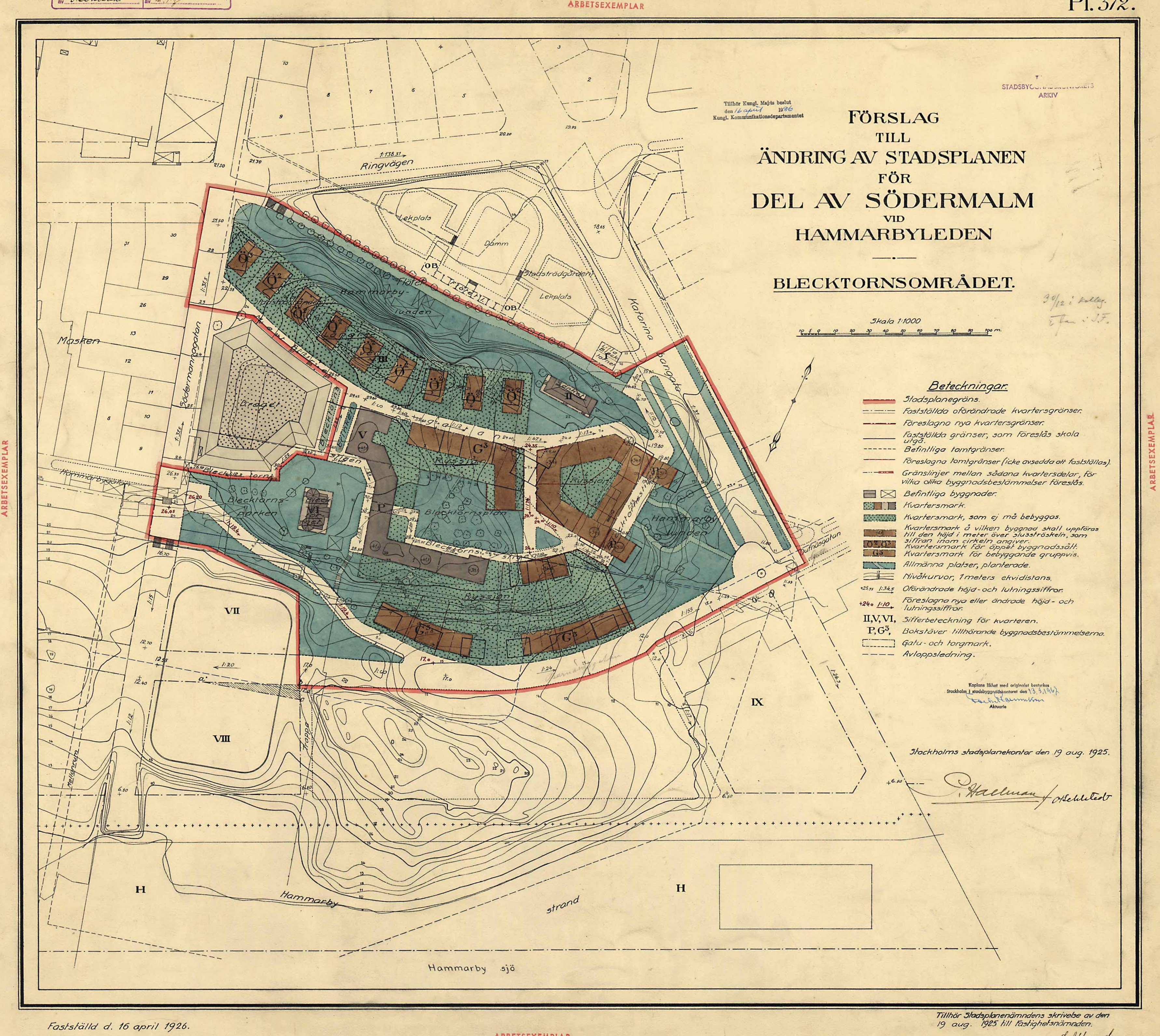
Le plan d'aménagement de 1926, signé Per Olof Hallman,.

Blecktorn est un quartier situé dans la partie sud-ouest de l'île de Södermalm, au centre de Stockholm en Suède. Constitué principalement des deux lotissements Ryssan et Draget, il est issu d'un plan d'aménagement défini en 1920 par Per Olof Hallman.

## Étymologie
Le nom de Blecktorn provient du manoir Stora Blecktornet, aujourd'hui disparu. Selon l'historien Björn Hasselblad, le manoir devait lui-même son nom à la blektornet (la tour de javellisation) d'une fabrique textile située dans le quartier de Barnängen tout proche.

## Plan d'aménagement
Blecktorn est le résultat d'une initiative communale visant à créer une zone d'habitation de faible densité. Le plan du quartier, avec son réseau de rues non rectilignes, est typique d'une réalisation de Per Olof Hallman. En adaptant les constructions au relief du terrain, Hallman est parvenu à créer de belles perspectives urbaines et végétales. Les lotissements sont situés entre deux parcs : Lilla et Stora Blecktornsparken. Le plan d'aménagement impose une hauteur maximale de deux étages aux bâtiments, et prescrit une certaine uniformité architecturale. Il est officiellement approuvé le 18 juin 1920, et partiellement amendé en avril 1926.

## Construction
Le quartier est construit en deux étapes par la coopérative immobilière SKB.
Le lotissement Draget, œuvre de l'architecte Sven Erik Lundqvist, est construit entre 1922 et 1923. Il abrite une grande cour intérieure verdoyante. Les immeubles du lotissement Ryssan sont quant à eux dessinés par Edvin Engström, Gustaf Larson et Gustaf Pettersson. Érigés entre 1926 et 1929, ils s'achèvent tel un rempart autour d'une cour aux allures de parc.
Les bâtiments sont d'inspiration nationale romantique, style architectural en vogue à l'époque. Ils sont construits en pierres et recouverts d'enduit de couleur rouge et jaune. Certaines façades sont agrémentées de pilastres, de bandes horizontales et de rives de toit blanches. Les toits sont recouverts de tuiles et certaines portes d'entrée sont entourées de chambranles en grès rouge.

## Galerie

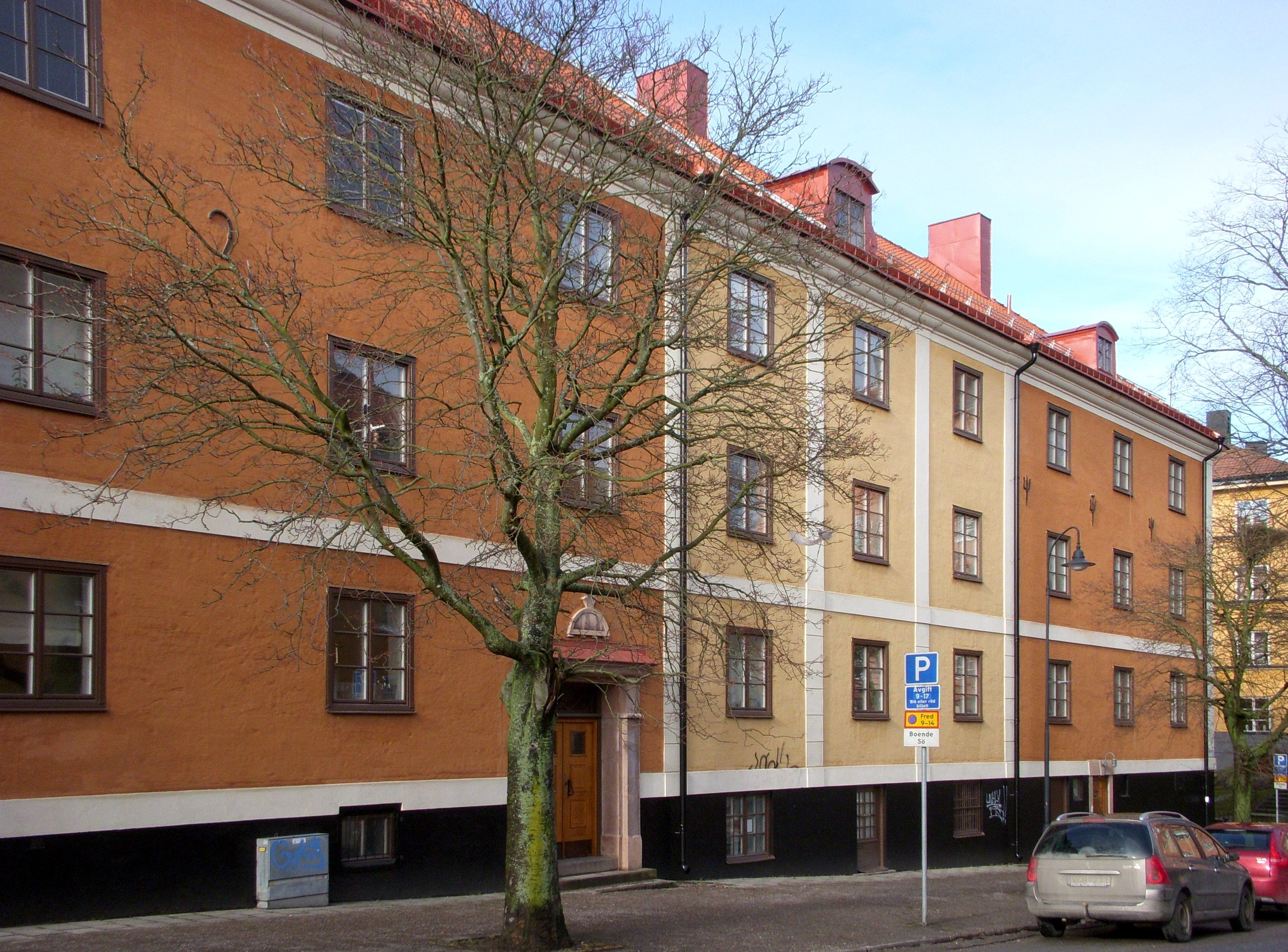
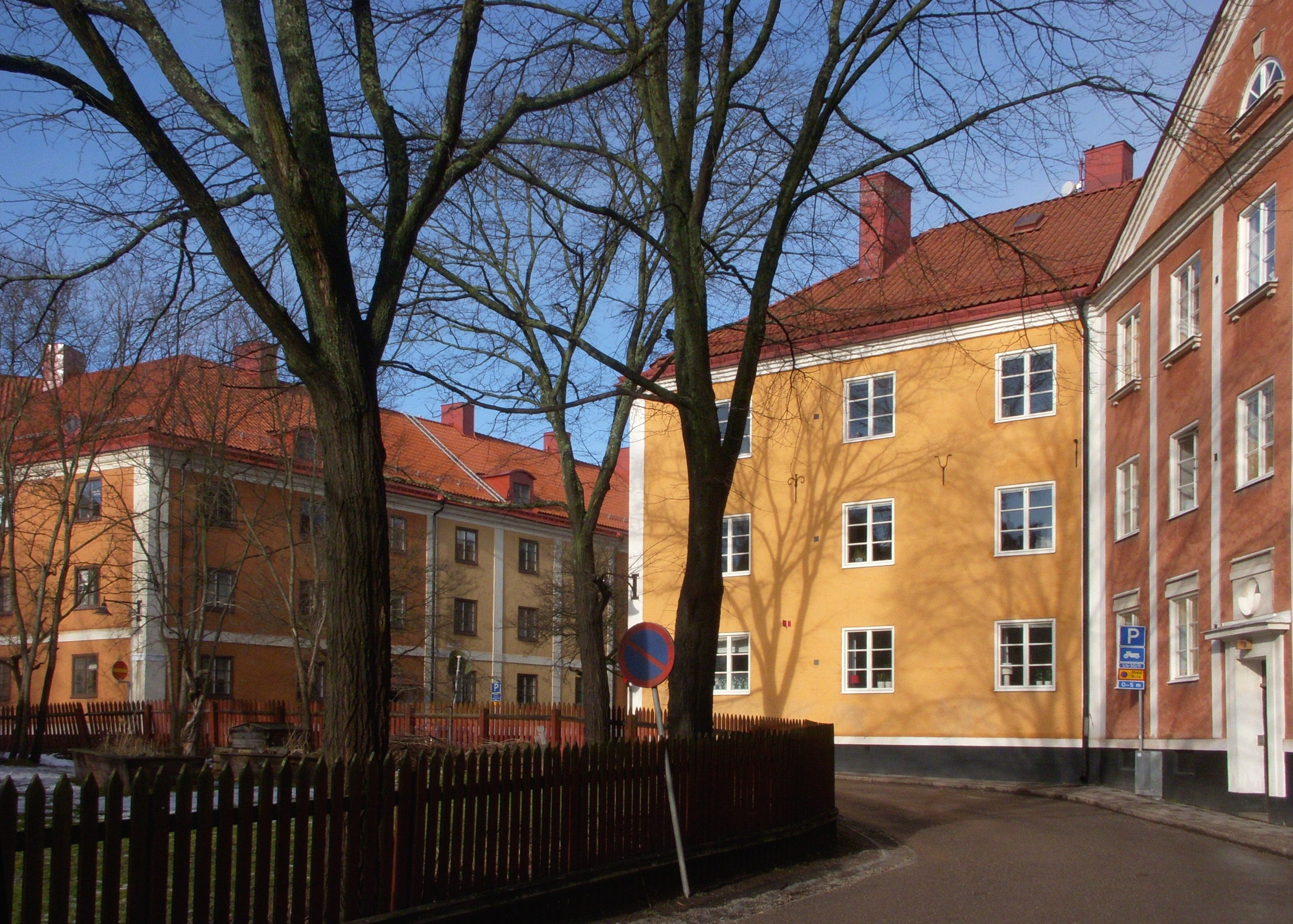
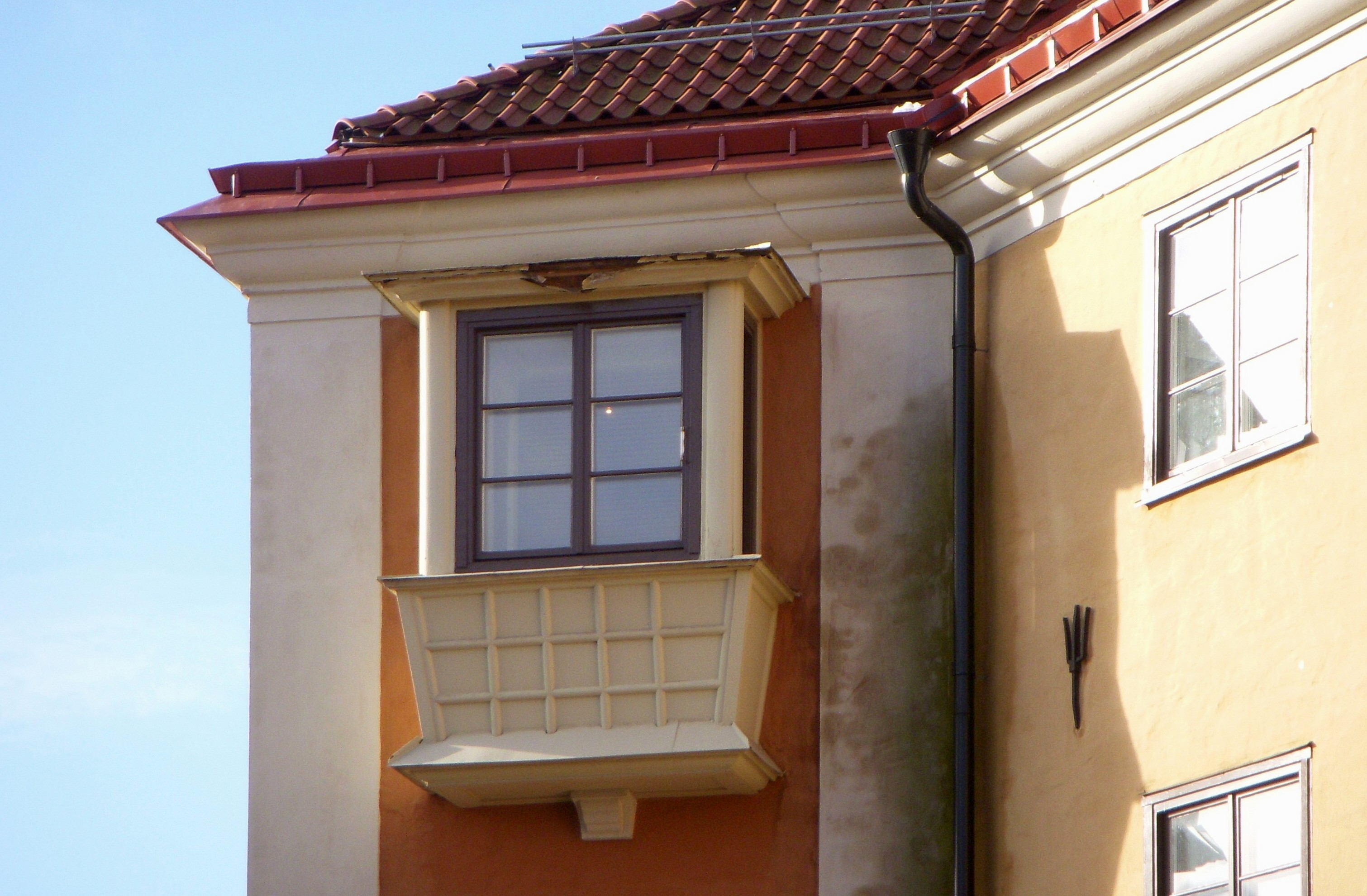
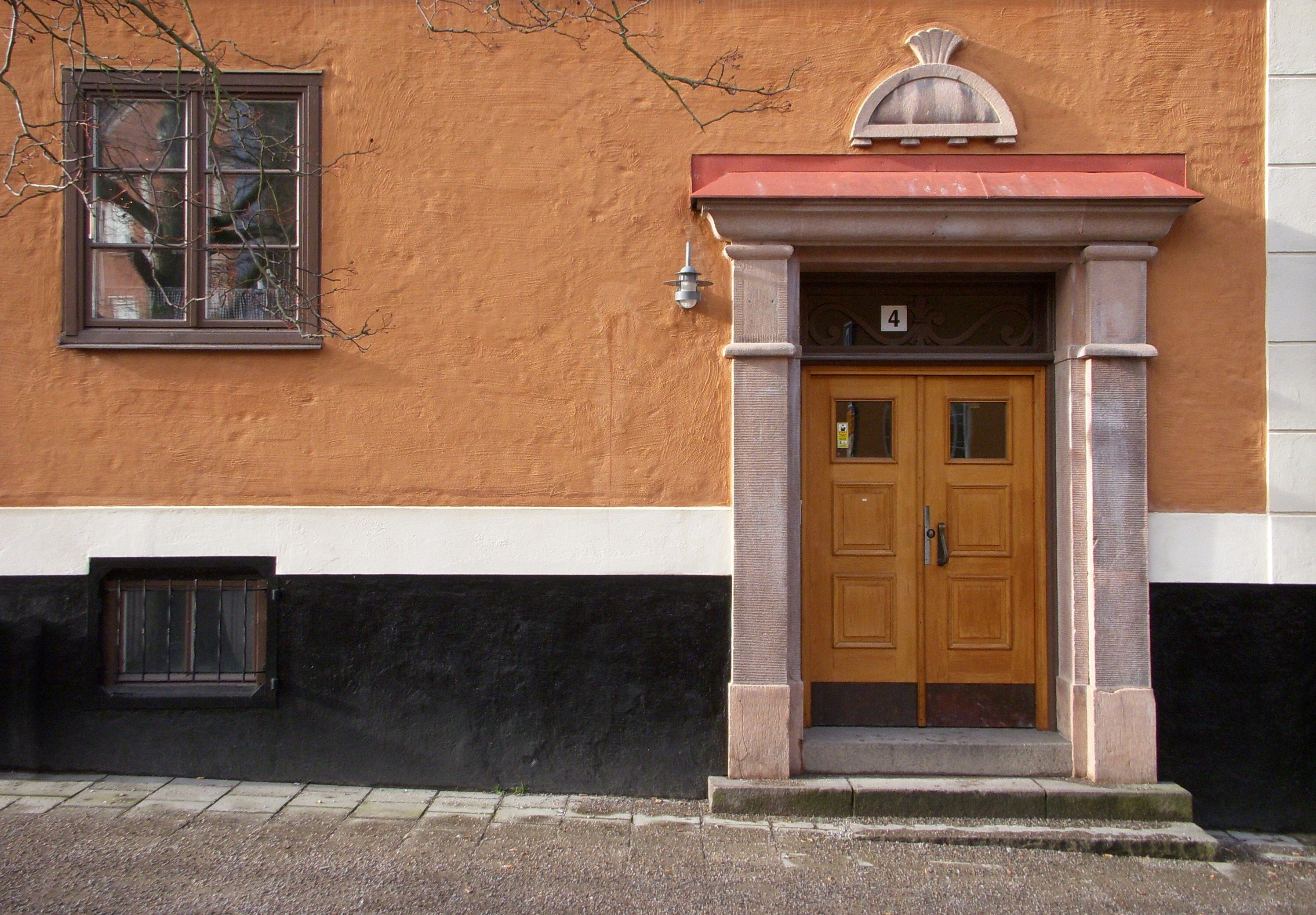